# پل آصف‌الدوله
بقایای پل آصف الدوله بر روی رودخانه شور(شورکات) ، در نزدیکی مردآباد کرج واقع شده است و ظاهراً در دوره پادشاهی ناصرالدین شاه قاجار توسط آصف الدوله ساخته شده و بدین جهت به پل آصف الدوله نیز مشهور است. امروزه نیمه شمالی پل مشتمل بر دو دهانه ، به کلی ویران شده ؛ اما با توجه به بقایای پایه‌ها می‌توان نقشه آن را بازسازی کرد . پل رود شور با احتساب دو انتهای آن در اصل حدود ۷۰ متر طول و با جان پناه‌ها ۳۰/۸ متر عرض و چهار دهانه بزرگ و کوچک داشته است که امروزه دو دهانه آن تخریب شده است. پایه‌های پل با آجر ، مقداری سنگ و ملات ساروج ساخته شده است و در جهت مخالف و موافق جریان رودخانه ، برای شکستن فشار آب ، اندکی برجسته شده است.
چشمه طاق جنوبی پل ۶ متر عرض و از محل پاکار سه متر ارتفاع دارد. دهانه اصلی و به جا مانده پل ۱۰ متر عرض و از پاکار طاق ۵ متر ارتفاع دارد. نیمه خراب شده پل ظاهراً دارای دو دهانه به ابعاد و اندازه دهانه کوچک جنوبی بوده است. ضخامت طاق‌های زده شده بر پایه‌ها ، به شیوه دوره صفوی ، از پایین به بالا کاسته شده است ؛ به طوریکه ضخامت طاق کوچک از ۶۰/۱ متر در پایین به ۱/۱ متر در بالا و نیز ضخامت طاق بزرگ از ۸۰/۱ متر به ۳۰/۱ متر کاهش می‌یابد. بر بالای دو پایه بزرگ میانی و حدفاصل دهانه‌ها ، آب گذرهای کوچکی با قوس ضعیف و خوابیده به ابعاد ۲×۲۰/۲ متر تعبیه کرده اند